# Morgan Peak, Antarktis (syd)
Morgan Peak är en bergstopp i Antarktis. Den ligger i Västantarktis. Argentina, Chile och Storbritannien gör anspråk på området. Toppen på Morgan Peak är 1 100 meter över havet.
Terrängen runt Morgan Peak är platt åt nordväst, men åt sydost är den kuperad. Trakten är obefolkad. Det finns inga samhällen i närheten.